# Route nationale 12 (Slovénie)
Pour les articles homonymes, voir G12 et Route nationale 12.
La route nationale 12 (slovène : Glavna cesta 12), abrégée en G12 ou G1-12, est une ancienne route nationale slovène allant de Razdrto à Selo (en). En 1998, sa longueur était de 29,9 km.

## Histoire
Avant 1998, la route nationale 12 était numérotée M10.5,. Elle a été déclassée par étapes en route régionale 444 (regionalna cesta 444) :
- de Ajdovščina à Selo (en) en 1999[4],
- de Podnanos (en) à Ajdovščina en 2001[5],
- de Razdrto à Podnanos en 2010[6].

## Tracé
- Razdrto
- Lozice (en)
- Podgrič (en)
- Hrašče (en)
- Podnanos (en)
- Poreče (en)
- Gradišče pri Vipavi (en)
- Vipava
- Ajdovščina
- Cesta (en)
- Dobravlje (en)
- Potoče (en)
- Selo (en)